# Stod
Stod (německy Staab) je město v okrese Plzeň-jih v Plzeňském kraji. Stojí v údolí řeky Radbuzy dvacet kilometrů jihozápadně od Plzně. Součástí Stodu je vesnice Lelov, která se nachází asi tři kilometry jižně od města. Žije zde přibližně 3 600 obyvatel.
Sousedními obcemi sídla jsou Hradec, Střelice, Přestavlky, Líšina, Chotěšov, Kotovice, Dnešice, Holýšov a Ves Touškov.

## Název
Místní jméno pochází z němčiny: vzniklo ze strhn. tvaru stades, což je 2. p. j. c. od stat ,místo, sídliště". 

## Historie
První písemná zmínka o městě pochází z roku 1235, kdy král Václav I. daroval ves Stod, rozloženou na levém břehu řeky Radbuzy při důležité bavorské cestě, ženskému premonstrátskému klášteru v Chotěšově. Král Jan Lucemburský povolil 14. května 1315 klášteru proměnit ves v městečko s týdenním trhem každý pátek. K roku 1363 Stod získal od Karla IV. další práva a svobody jako právo dědičné, soudní (podle kterého mohl městský soud rozsuzovat vše kromě těžkých zločinů) a užívání městské pečetě.
V roce 1850 se stal Stod městem, ve kterém žilo přibližně 1 500 obyvatel ve více než 180 domech. Pracovalo zde 79 cechovních mistrů, mezi nimi bylo 8 pekařů, 12 řezníků a šenkýřů, 10 obuvníků, 10 hrnčířů a mnoho dalších řemeslníků. V této době existovaly ve Stodě dvě cihelny a dva pivovary.
Za druhé světové války byl převážně Němci osídlený Stod součástí Velkoněmecké říše, na samých hranicích s Protektorátem Čechy a Morava. Po druhé světové válce byla většina obyvatel nuceně vysídlena. V letech 1949–1960 byl Stod okresním městem, v současné době je obcí s rozšířenou působností.

## Části města
- Stod
- Lelov

V letech 1900–1929 k městu patřily i Lažany, od 1. ledna 1976 do 31. srpna 1990 Líšina a od 30. dubna 1976 do 31. srpna 1990 také Nový a Záluží.

## Doprava
Město stojí na křižovatce silnic I/26, II/182 a II/230. Vede jím železniční trať Plzeň – Furth im Wald, na které se zde nachází stanice Stod.

## Společnost
Ve Stodě bylo postaveno několik velkých obchodů, jako je Penny a na přelomu roku 2017/2018 i Mountfield. Ve městě je kulturní dům.

### Sport
Ve Stodě se nachází stadion s atletickou dráhou, fotbalovým hřištěm, nohejbalovými, volejbalovými a tenisovými kurty, hřištěm na basketbal. Na stadionu je i sportovní hala, ve které se cvičí gymnastika, atletika a florbal. Sportovní vyžití zajišťuje také oddíl stolního tenisu. Městem prochází cyklotrasa Praha – Plzeň – Regensburg. 

## Pamětihodnosti
- Kostel svaté Máří Magdalény
- Pošta (náměstí Komenského 12)
- Hammerschmiedův dům Muzejní 161
- Špitální kaple svatého Jana Nepomuckého
- Pohřebiště umučených s památníkem
- Židovský hřbitov ve Stodě

## Partnerská města
- Česká Ves, Česko

## Slavní rodáci
- Libuše Cloud-Hrdonková (1922–2012), česká skautka
- Jana Maláčová (* 1981), česká politička

## Galerie

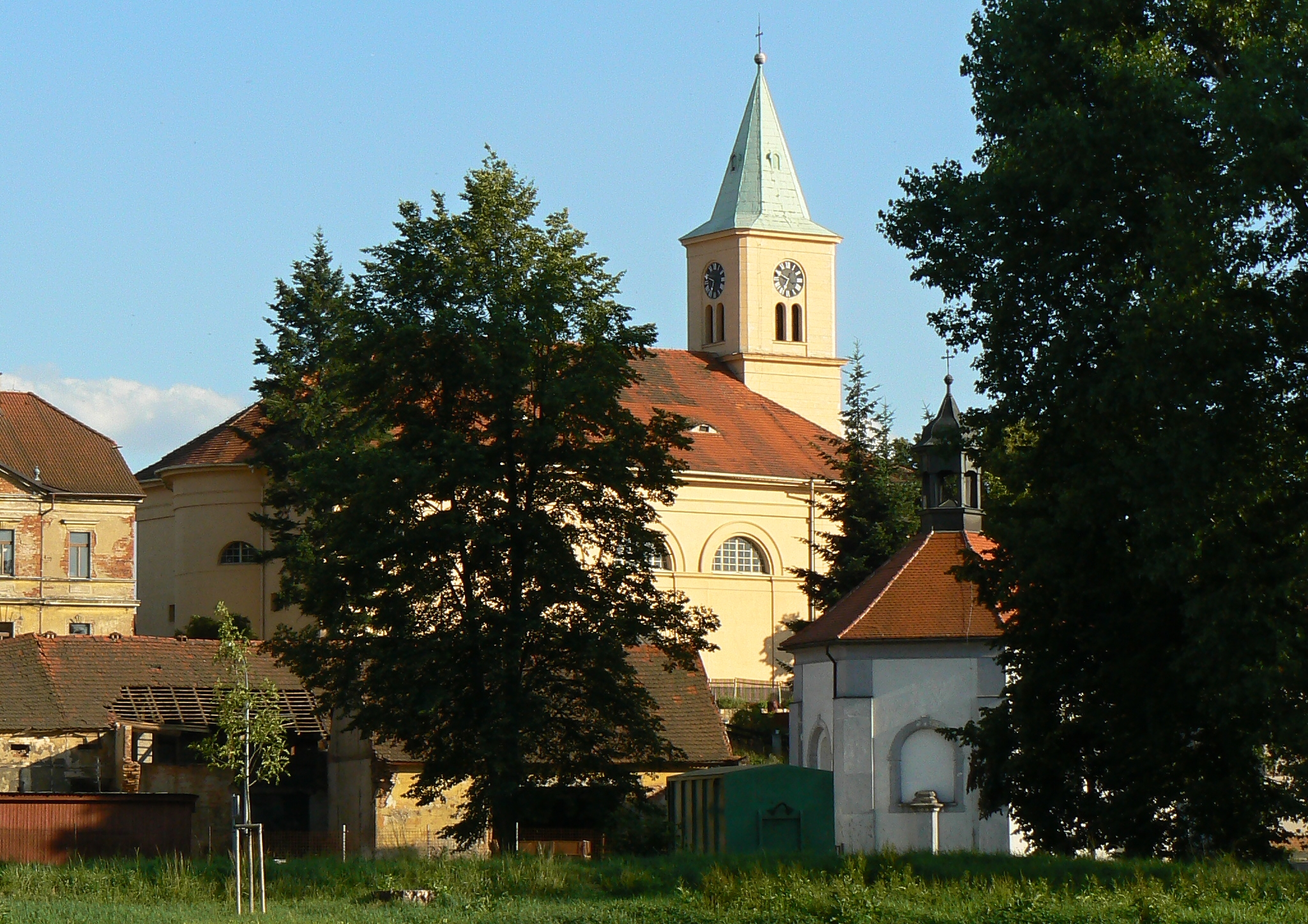
Kostel svaté Máří Magdaleny
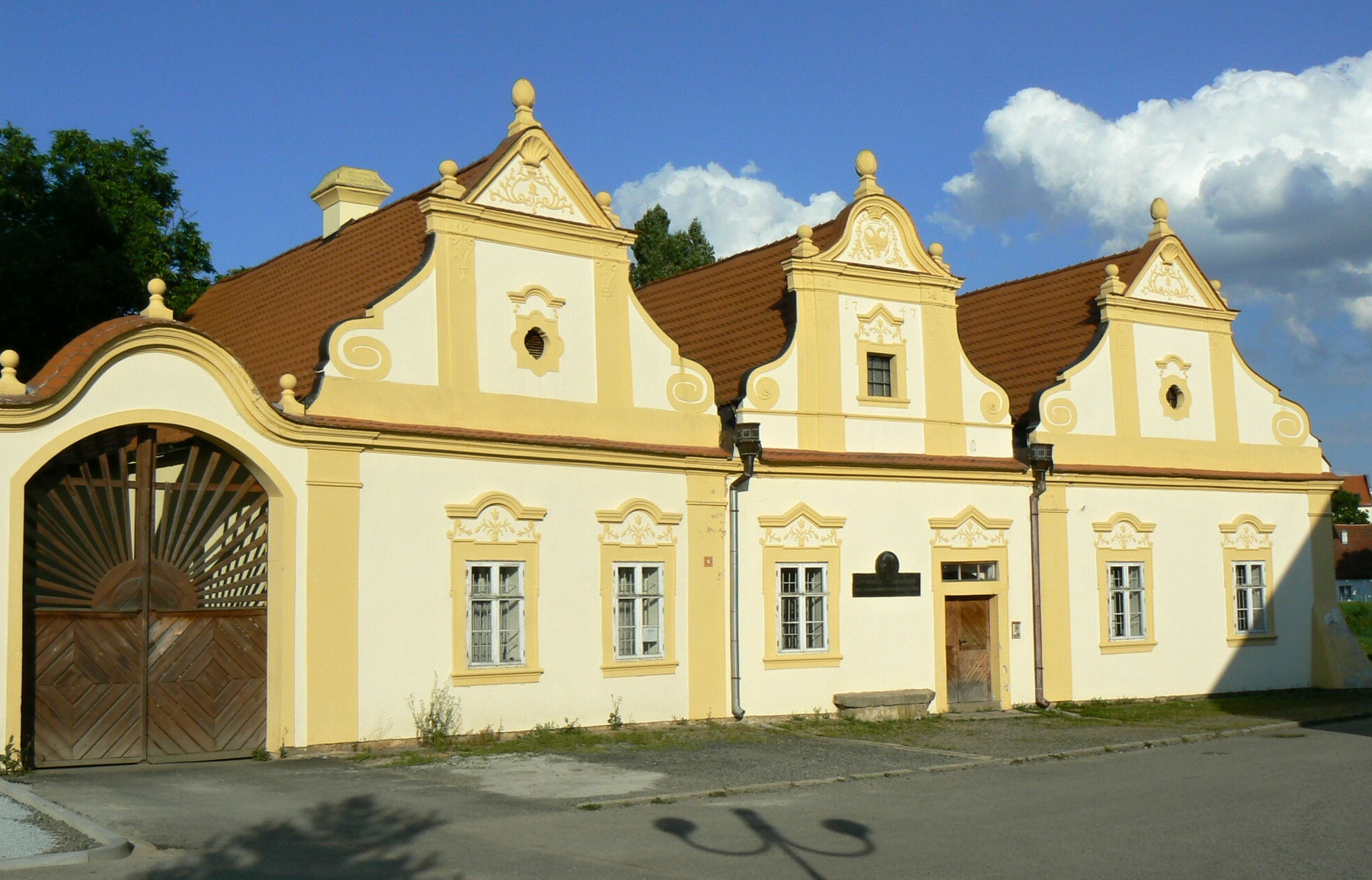
Suvorovův dům – stará poštovna
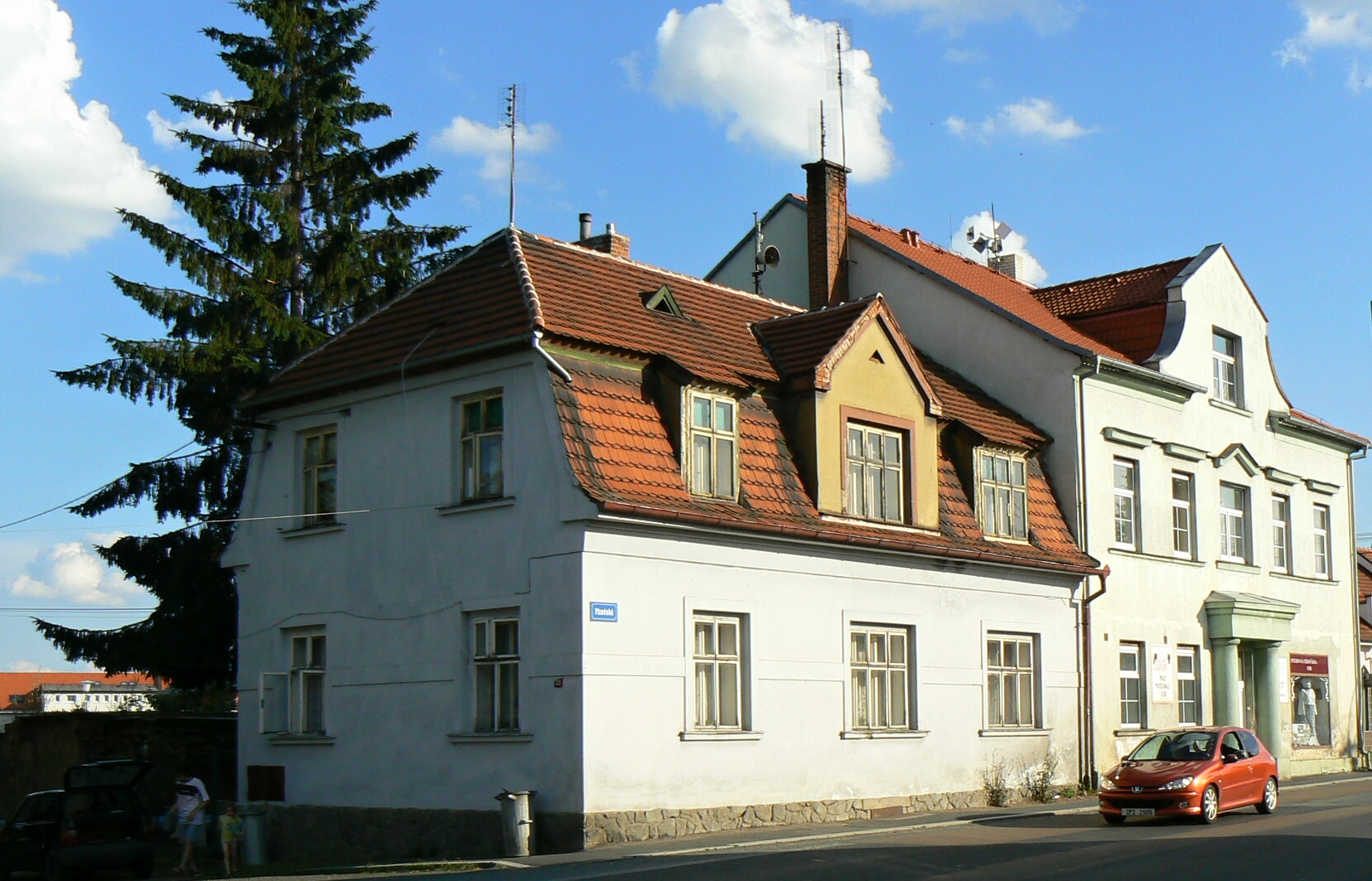
Domy na ulici Plzeňská
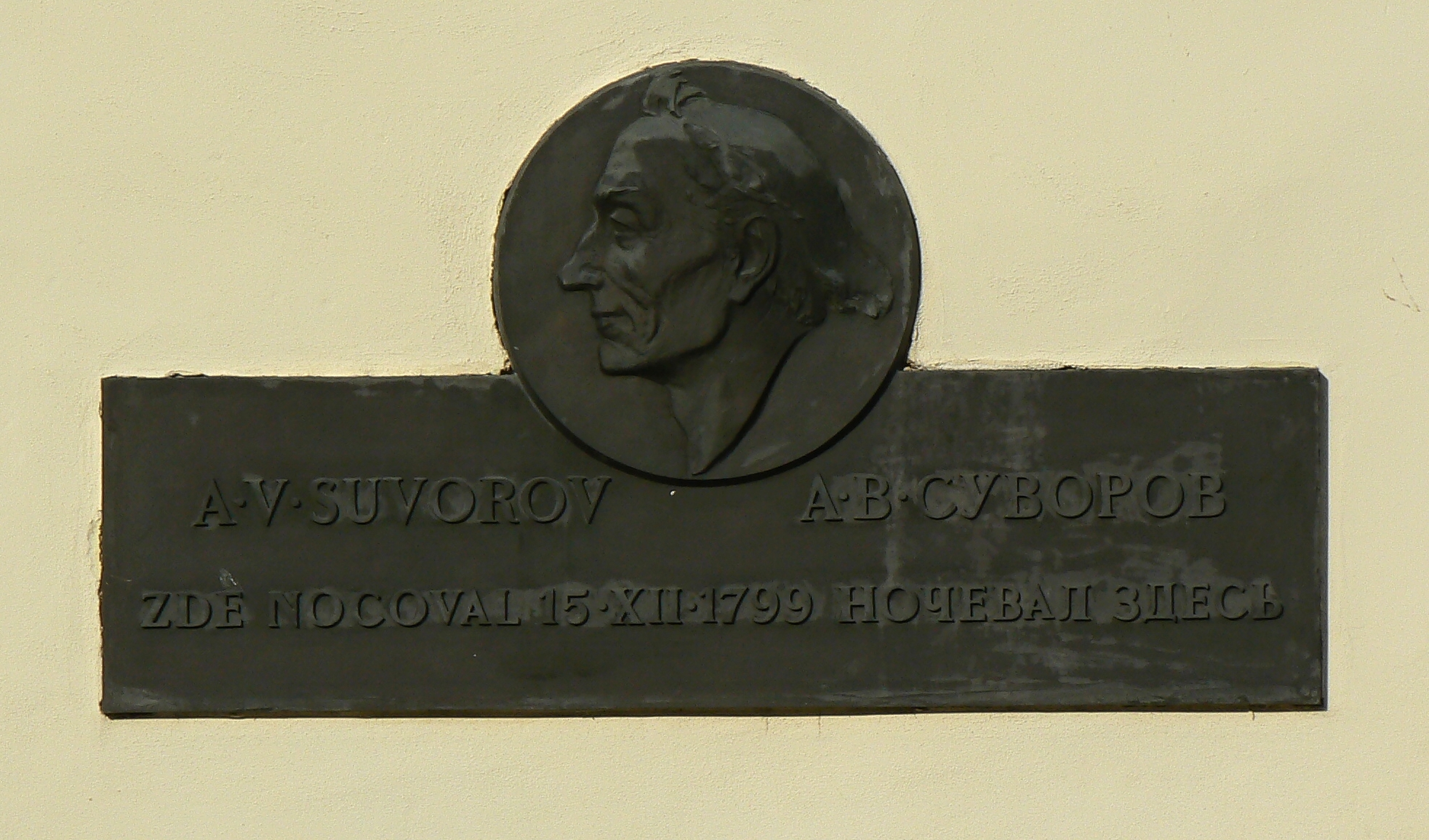
Pamětní deska ruského generála A. V. Suvorova
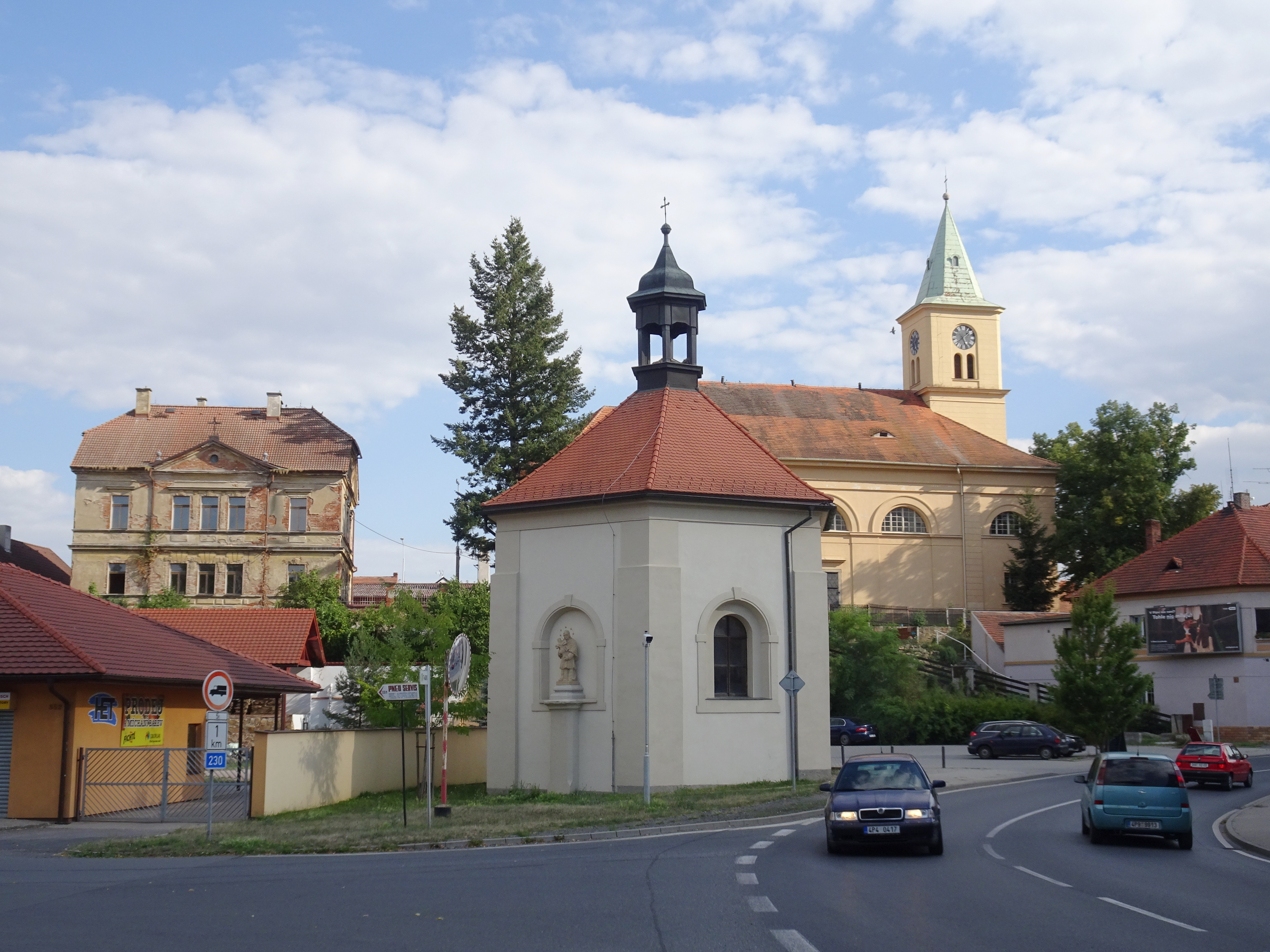
Špitální kaple, v pozadí kostel